# Basteja przy Baszcie Jeńców

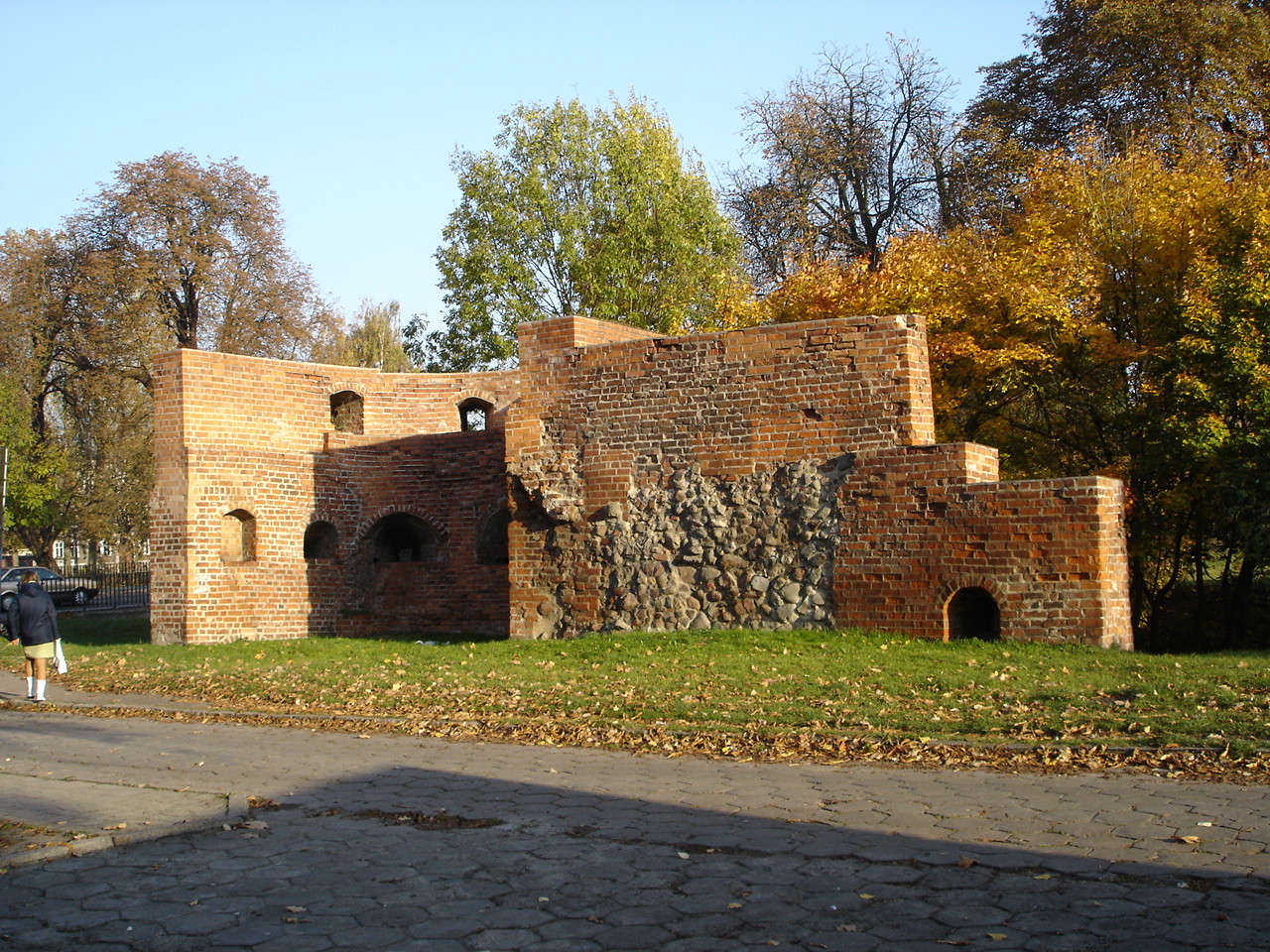
Basteja przy Baszcie Jeńców

Basteja przy Baszcie Jeńców w Stargardzie - budowla fortyfikacyjna położona w południowo-wschodniej części Starego Miasta, nad korytem Iny pomiędzy Basztą Jeńców i Nową Bramą, przy dzisiejszej ul. Strażniczej. Dziś częściowo zachowana jako zabezpieczona ruina. Basteja, kolegiata Mariacka i pozostałe mury obronne rozporządzeniem Prezydenta RP z dnia 17 września 2010 została uznana za pomnik historii.
Basteja powstała w III fazie wznoszenia murów obronnych w II połowie XVI wieku. Została wybudowana jako budowla dwukondygnacyjna, posiadająca liczne otwory strzelnicze. Od strony miasta zamykana była prostą ścianą z portalem wejściowym oraz oknami. W swojej formie nawiązywała do Bastei przy Baszcie Tkaczy.